# Oude Passageulepolder noordelijk deel

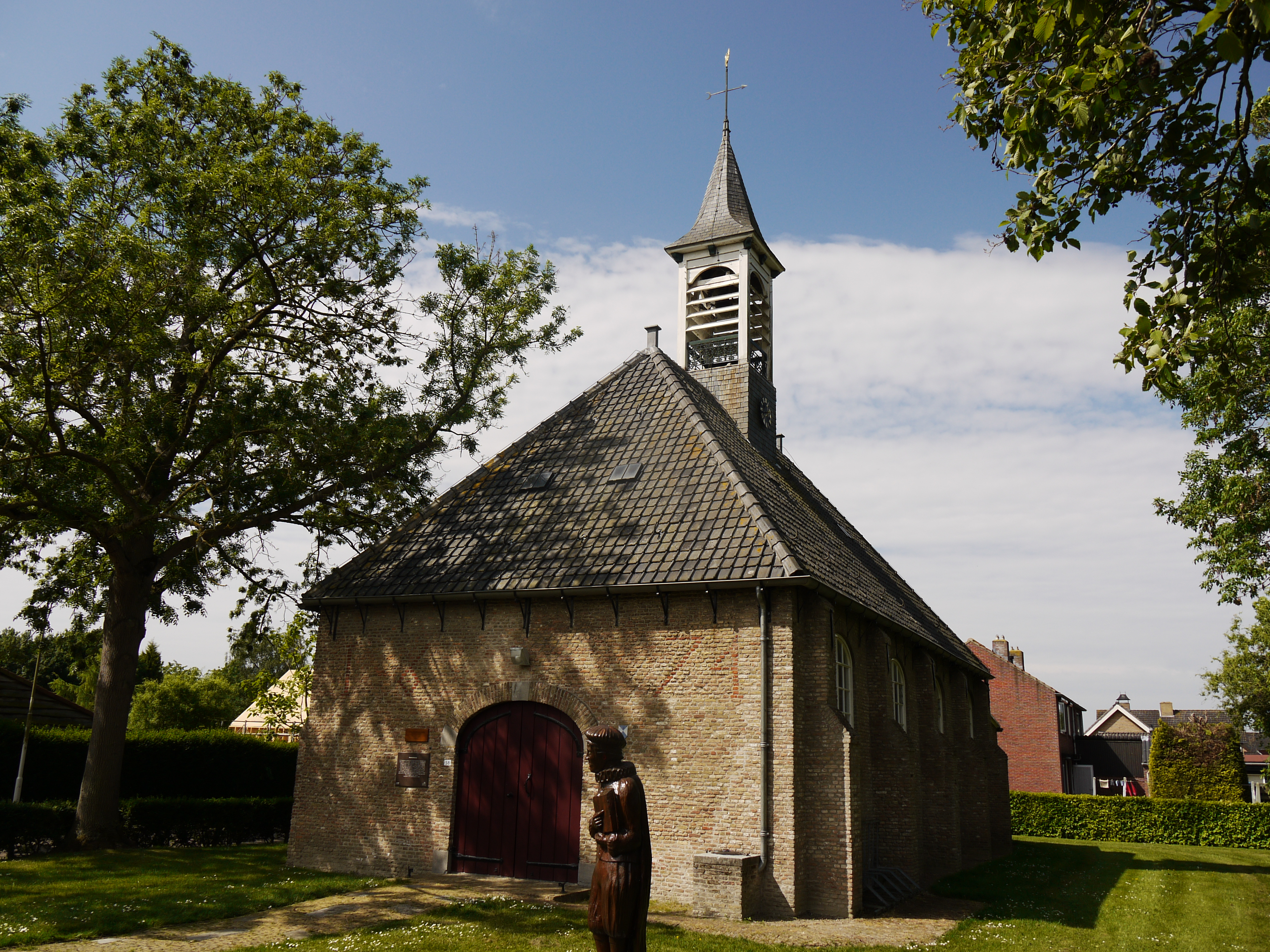
Het kerkje van Waterlandkerkje, het meest markante bouwwerk in deze polder

De Oude Passageulepolder noordelijk deel is een polder ten zuidwesten van Waterlandkerkje, behorende tot de Oranjepolders.
Het is het deel van de voormalige Passageulepolder dat, na de inundatie van 1583, in 1650 werd herdijkt en dat ten noorden van de "nieuwe" Passageule gelegen was. De polder is 321 ha groot.
Het grootste deel van de kom van het dorp Waterlandkerkje ligt in deze polder, terwijl de buurtschap Klein-Brabant aan de westrand van deze polder is gelegen.
De polder wordt begrensd door de Liniedijk, Klein Brabant, de Philipsweg en de Molenweg.